# Březen 2013
1. března – pátek
 Bývalý haitský diktátor Jean-Claude Duvalier zvaný Bébé Doc poprvé stanul před soudem, kde čelí obvinění z politických vražd a nezákonného věznění politických oponentů. Duvalier, který po lidovém povstání v roce 1986 emigroval, se do vlasti vrátil v lednu 2011.
2. března – sobota
 20. ročník předávání filmových cen Český lev ovládl snímek Ve stínu režiséra Davida Ondříčka, když získal ceny v celkem devíti kategoriích, včetně hlavních trofejí za nejlepší film, scénář a režii.
3. března – neděle
 Čeští a němečtí vědci objevili na Chebsku třetí českou sopku z doby čtvrtohor. Nachází u obce Mýtina, přibližně 2 km od Železné hůrky.
4. března – pondělí
 Senát Parlamentu České republiky schválil podání ústavní žaloby na prezidenta Václava Klause pro velezradu. Pro bylo 38, proti 30 senátorů.
5. března – úterý
 Po dlouhém boji s rakovinou zemřel venezuelský prezident Hugo Chávez. Charismatický levicový vůdce vládl Venezuele 14 let.
6. března – středa
 Prezidenti České republiky a Slovenska Václav Klaus a Ivan Gašparovič si vyměnili nejvyšší státní vyznamenání obou států. Klausovi byl udělen Řád bílého dvojkříže I. třídy a Gašparovičovi Řád bílého lva.
7. března – čtvrtek
 Odpůrci prezidenta Václava Klause hodili jeho zapálenou podobiznu do řeky Vltavy.
8. března – pátek
 KLDR kvůli zpřísněným sankcím schváleným ve čtvrtek Radou bezpečnosti OSN vypoví 11. března dohodu o neútočení s Jižní Koreou, bude to na 60. výročí uzavření dohody.
 Miloš Zeman složil prezidentský slib a stal se v pořadí třetím prezidentem České republiky.
9. března – sobota
 Miliardář Luboš Měkota, jenž byl bývalým manažerem Mostecké uhelné a vlastnil v minulosti Vysokou školu finanční a správní, či televize Metropol TV a TV Pětka, náhle zemřel v 55 letech. Příčinou smrti byla pravděpodobně náhlá srdeční příhoda.
10. března – neděle
 Ve věku 97 let zemřela švédská princezna Lilian, manželka prince Bertila, třetího syna krále Gustava VI. Adolfa.
11. března – pondělí
 Obyvatelé Falkland se v referendu drtivou většinou vyslovili pro ponechání statutu zámořského území Spojeného království. Z 1 517 hlasujících byli proti pouze tři (cca 0,2 %).
12. března – úterý
 Ve Vatikánu začalo konkláve, které má za úkol zvolit nástupce odstoupivšího Benedikta XVI.; během prvního dne však nový papež zvolen nebyl.
13. března – středa
 Neznámí ozbrojenci unesli v provincii Balúčistán nedaleko hranic s Íránem dvě české turistky. Oblast je známa únosy zahraničních občanů.
 V pořadí 266. papežem katolické církve se stal Jorge Mario kardinál Bergoglio, který přijal papežské jméno František.
14. března – čtvrtek
 V Bagdádu se odehrály koordinované atentáty na budovy iráckých ministerstev zahraničí, kultury, spravedlnosti a spojů. Při útocích byly použity nálože v autech i útoky sebevražedných atentátníků. Bilance těchto akcí je 21 mrtvých a padesát zraněných osob.
15. března – pátek
 Slovensko, Rakousko a Maďarsko už druhý den trápí silné sněžení a prudký vítr. Na silnicích mnohde zkolabovala doprava a je zavátých několik stovek aut, z nichž hasiči museli evakuovat desítky lidí.
17. března – neděle
 Ve věku 88 let zemřel bývalý politik Rudolf Battěk.
18. března – pondělí
 Z řeky Chuang-pchu-ťiang protékající čínským finančním centrem Šanghají vylovili už přes 13 000 vepřů, uhynulých po nákaze cirkovirem. Původ mrtvých zvířat zůstává již déle než týden záhadou.
19. března – úterý
 Novým ministrem obrany se stal Vlastimil Picek.
 Kyperský parlament zamítl návrh na jednorázové zdanění vkladů v tamních bankách, které bylo podmínkou pro poskytnutí deseti miliard eur jako záchrannou pomoc bankovnímu sektoru z eurozóny. Místní ministr financí navíc vypracoval návrh, kterým by se dvě největší banky prodaly Rusku za symbolické jedno euro.
20. března – středa
 Na osmnáctý pokus se Parlamentu České republiky podařilo schválit omezení kritizované doživotní imunity zákonodárců. Po Poslanecké sněmovně byla změna příslušného článku Ústavy úspěšně odhlasována i v Senátu.
21. března – čtvrtek
 Americký prezident Barack Obama se na své cestě po státech Středního východu setkal s předsedou palestinské samosprávy Mahmúdem Abbásem a podpořil snahu Palestinců o vytvoření nezávislého a svrchovaného státu Palestina. Tuto myšlenku prezentoval i při předchozím jednání s izraelským prezidentem Šimonem Peresem a premiérem Benjaminem Netanjahuem.
 Ve věku 60 let zemřel italský sprinter Pietro Mennea, jenž v letech 1979–1996 držel světový rekord v běhu na 200 metrů.
22. března – pátek
  Izraelský premiér Benjamin Netanjahu se telefonicky omluvil tureckému premiérovi Erdoğanovi za smrt devíti lidí při zásahu proti lodím s humanitární pomocí směřujícím do blokovaného pásma Gazy v roce 2010.
 Ve věku 61 let zemřel herec, moderátor české verze soutěže Chcete být milionářem? a dabér kocoura Garfielda Vladimír Čech.
23. března – sobota
  Ve věku 67 let zemřel v Surrey ruský miliardář a velký odpůrce Kremlu Boris Berezovskij.
   Světové metropole se vypnutím světel přihlásily k celosvětové kampani Hodina Země.
24. března – neděle
 Rebelové z hnutí Séléka dobyli hlavní město Středoafrické republiky Bangui. Prezident François Bozizé uprchl do sousedního Kamerunu. Při bojích zahynulo i několik jihoafrických vojáků.
 Ve věku 93 let zemřel Čestmír Císař, jeden z vůdců tzv. Pražského jara.
25. března – pondělí
 Novým prezidentem Středoafrické republiky se prohlásil vůdce povstalců Michel Djotodia. OSN je situací v zemi znepokojena.
27. března – středa
 Ústavní soud zastavil řízení proti bývalému prezidentovi Václavu Klausovi kvůli tomu, že mandát bývalé hlavy státu už skončil.
28. března – čtvrtek
 Madagaskar zažívá nejhorší zamoření sarančaty za poslední víc než půlstoletí. Miliardy kobylek zpustošily už asi polovinu ostrova a Organizace OSN pro výživu a zemědělství (FAO) již varovala před hrozícím hladomorem.
 Ve věku 65 let zemřel britský herec Richard Griffiths.
29. března – pátek
Po rekordně krátkém šestihodinovém letu dopravila kosmická loď Sojuz TMA-08M k Mezinárodní vesmírné stanice (ISS) novou posádku ve složení Pavel Vinogradov, Christopher Cassidy a Alexandr Misurkin.
30. března – sobota
 Nejvyšší keňský soud potvrdil platnost prezidentských voleb ze 4. března. Prezidentem Keni se tak definitivně stal Uhuru Kenyatta, který v 1. kole prezidentských voleb získal 50,07 % hlasů, a byl tak zvolen novým prezidentem.